# 三宅智子の女子的☆駅弁紀行
三宅智子の女子的☆駅弁紀行（みやけともこのじょしてきえきべんきこう）は2013年3月16日からCS放送の鉄道チャンネルで放送された紀行番組である。30分番組。（全6回）
後継番組として2015年11月11日から放送している「三宅智子の駅弁女子ひとり旅」も記載する。

## 概要

### 三宅智子の女子的☆駅弁紀行
- 2013年2月にJR鹿児島中央駅〜JR門司港駅を3泊4日かけて旅をする。

### 三宅智子の駅弁女子ひとり旅
- JR下関駅〜JR岡山駅〜JR高知駅〜（土佐くろしお鉄道）中村線・宿毛線（#1〜#4）
- （東武鉄道）浅草駅〜東武日光駅〜野岩鉄道〜会津鉄道（#6〜#9）2016年2月・3月放送
- 山口県に1件あった駅弁会社が2015年4月に撤退したため、現在は広島県の駅弁会社が継承している。
- 下関駅で駅弁を購入しようと思っていたが山口県では唯一駅弁を販売しているJR新山口駅に行った。（#1）

## 両番組の共通と違い

### 共通
- 駅弁を食べながら旅をする事が目的なのだが、寄り道をして別の物も食べている。（プリン、たこ焼き、博多ラーメン）など

### 違い
- 女子的☆駅弁紀行では、1ヶ月サイクルだったが、駅弁女子ひとり旅は、月2サイクルで放送している。
- 駅弁女子ひとり旅では、（ナレーション、主題歌（オープニング、エンディング））は無し。
- 同番組では、エンドロールにて、食べた（駅弁等）は流れない。（インターネット放送に限り駅弁の紹介あり）
- 駅弁を食べる事がメインであるが、観光列車の弁当も食べている。（駅弁女子ひとり旅#22・23）
- インターネット配信のジョワTVでは、女子的☆駅弁紀行を第１シーズン、駅弁女子ひとり旅を第２シーズン、ジョワTVのみでの配信を第３シーズンとしている。

## 出演者（旅人(駅弁女子））
- 三宅智子（フードファイター）

## ナレーター（語り）
- 時東ぁみ（三宅智子の女子的☆駅弁紀行のみ）

## 放送内容

### 三宅智子の女子的☆駅弁紀行
- #1（2013年3月16日）JR鹿児島中央駅〜JR嘉例川駅〜JR吉松駅
- #2（2013年4月）JR吉松駅〜JR矢岳駅〜JR大畑駅〜JR人吉駅
- #3（2013年5月）JR人吉駅〜JR一勝地駅〜JR八代駅
- #4（2013年6月）JR新八代駅〜（肥薩おれんじ鉄道）
- #5（2013年7月）JR熊本駅〜JR久留米駅
- #6（2013年8月）〜JR門司港駅

### 三宅智子の駅弁女子ひとり旅
- #1（2015年11月11日）JR下関駅〜JR新山口駅〜JR岩国駅
- #2（2015年12月2日）JR岩国駅〜（錦川鉄道錦川清流線）
- #3（2015年12月9日）JR福山駅〜JR岡山駅〜JR高知駅
- #4（2016年1月6日）JR高知駅〜（土佐くろしお鉄道）中村線〜宿毛線
- #5（2016年1月20日）JR高知駅〜JR岡山駅〜JR宇野駅
- #6（2016年2月3日）（東武伊勢崎線）浅草駅〜（東武日光線）東武日光駅
- #7（2016年2月17日）東武日光駅〜（野岩鉄道）湯西川温泉駅〜
- #8（2016年3月2日）（会津鉄道）会津田島駅〜芦ノ牧温泉駅
- #9（2016年3月16日）七日町駅〜会津若松駅
- #10（2016年4月6日）（天竜浜名湖鉄道）掛川駅〜天竜二俣駅
- #11（2016年4月20日）天竜二俣駅〜フルーツパーク駅〜新所原駅
- #12（2016年5月4日）（大井川鐵道）金谷駅〜新金谷駅〜家山駅
- #13（2016年5月18日）家山駅〜塩郷駅〜川根温泉笹間渡駅
- #14（2016年6月8日）千頭駅〜アプトいちしろ駅〜奥大井湖上駅※収録時、土砂崩れのため接岨峡温泉駅〜井川駅間運休。
- #15（2016年6月22日）（西武鉄道池袋線）池袋駅〜（西武秩父線）西武秩父駅
- #16（2016年7月6日）（小湊鉄道）五井駅〜上総牛久駅〜高滝駅※収録時里山トロッコ列車が運休していたため乗れず。
- #17（2016年7月20日）（いすみ鉄道）大原駅〜大多喜駅
- #18（2016年8月10日）（わたらせ渓谷鐵道）桐生駅〜水沼駅〜神戸駅〜通洞駅
- #19（2016年8月24日）（上信電鉄）高崎駅〜上州富岡駅〜下仁田駅
- #20（2016年9月7日）（富士急行）河口湖駅〜大月駅※山梨県立リニア見学センターにも行った。
- #21（2016年9月21日）JR名古屋駅〜JR松阪駅〜津駅〜（伊勢鉄道）河原田駅※リニア・鉄道館にも行った。
- #22（2016年10月5日）（樽見鉄道）大垣駅〜樽見駅
- #23（2016年10月19日）（明知鉄道）恵那駅〜
- #24（2016年11月9日）（伊豆急行）伊豆急下田駅〜伊東駅
- #25（2016年11月23日）（伊豆箱根鉄道駿豆線）三島駅〜修善寺駅
- #26（2016年12月7日）（鹿島臨海鉄道）水戸駅〜大洗駅〜鹿島神宮駅

## テーマソング （三宅智子の女子的☆駅弁紀行）
オープニング・エンディング共にsuperflyの楽曲。
- 「やさしい気持ちで」 オープニング
- 「My Best Of My Life」 エンディング

## 放送局

### 三宅智子の女子的☆駅弁紀行
- 日本全国、CS放送、鉄道チャンネル
  - 2013年3月16日から2016年3月まで放送。
- 日本全国、CS放送、歌謡ポップスチャンネル
  - 2015年10月5日から（インターローカルアワー枠にて）放送。
- ジョワTV
  - 2016年6月からネット配信にてシリーズ一挙放送。

### 三宅智子の駅弁女子ひとり旅
- 日本全国、CS放送、鉄道チャンネル
  - 2015年11月11日から放送開始。